# 沖縄県立辺土名高等学校
沖縄県立辺土名高等学校（おきなわけんりつ へんとなこうとうがっこう）は、沖縄県国頭郡大宜味村字饒波にある県立高等学校。沖縄県の高等学校では最北端に位置する。

## 設置学科
- 全日制課程
  - 普通科
  - 環境科（教育課程では理数科あつかい）

## 沿革
- 1945年 - 設立。
- 1949年 - 全島陸上競技大会優勝。
- 1950年 - 全島陸上競技大会優勝。
- 1955年 - 全島球技大会で男子バレーボール、女子テニス優勝。
- 1960年 - 琉球政府移管により、琉球政府立辺土名高等学校となる。
- 1972年 - 沖縄返還により、沖縄県立辺土名高等学校となる。
- 1974年・1975年 - 全国高校駅伝競争大会出場。
- 1978年 - 全国高校総合体育大会で男子バスケットボールが3位。
- 1982年 - 全国高校空手道競技大会（男子）団体防具優勝。
- 1992年 - 全日本リコーダーコンテスト独奏の部金賞。
- 1995年 - 全国高校総合体育大会ウェイトリフティング64kg級3位
- 1998年 - 全国高校総合体育大会ウェイトリフティング105kg超級2位。
- 2001年 - 選抜高等学校野球大会21世紀枠候補（9校）に選ばれる。

## 部活動
部活動では放送部の強豪校として知られている。毎年、NHK杯全国高校放送コンテストや九州高校放送コンテストの沖縄県大会では個人部門、作品部門共に上位入賞を重ねている。平成22年度のNHK杯全国高校放送コンテストにおいて、アナウンス部門で準優勝、平成23年度のラジオドキュメント部門において優勝を飾っている。（作品名；プレイバック）
体育会系の部活では、ボート部が活躍している。毎年県総体で上位入賞、近年では九州大会や全国大会、全国ジュニア選手権大会への参加が増えている。平成22年度の九州総体のシングルスカル種目で男女共に優勝を果たし、平成22年度の全国総体では、男子シングルスカルで8位になっている。

## 所在地
国頭村の地名である「辺土名」が校名である為、しばしば同校を通り過ぎて辺土名集落まで行ってしまうケースが多いようで、公式サイトでもその旨注意書きがされている。

## 卒業生
- 新垣尚之 - 沖縄振興開発金融公庫理事長[1]
- 宮里優 - ゴルフティーチングプロ（宮里3兄妹の父）[2]